# Aurélio Valério Tuliano Símaco
Aurélio Valério Tuliano Símaco (em latim: Aurelius Valerius Tullianus Symmachus) foi um oficial romano do século IV, ativo durante o reinado do imperador Constantino (r. 306–337). Era talvez pai de Lúcio Aurélio Aviânio Símaco Fosfório. Em 330, era cônsul posterior com Flávio Galicano.